# Salvinia sprucei
Salvinia sprucei är en simbräkenväxtart som beskrevs av Oskar Kuhn. Salvinia sprucei ingår i släktet Salvinia och familjen Salviniaceae. Inga underarter finns listade.

## Bildgalleri

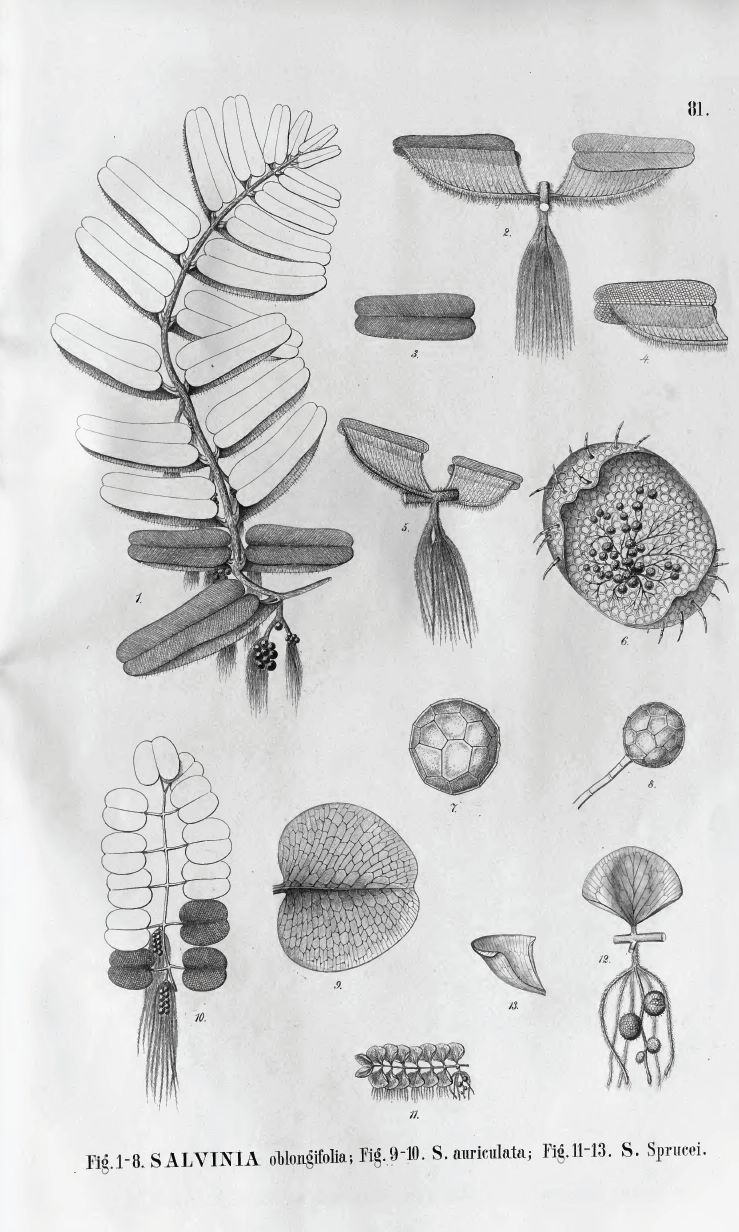